# Analog Telephony Adapter

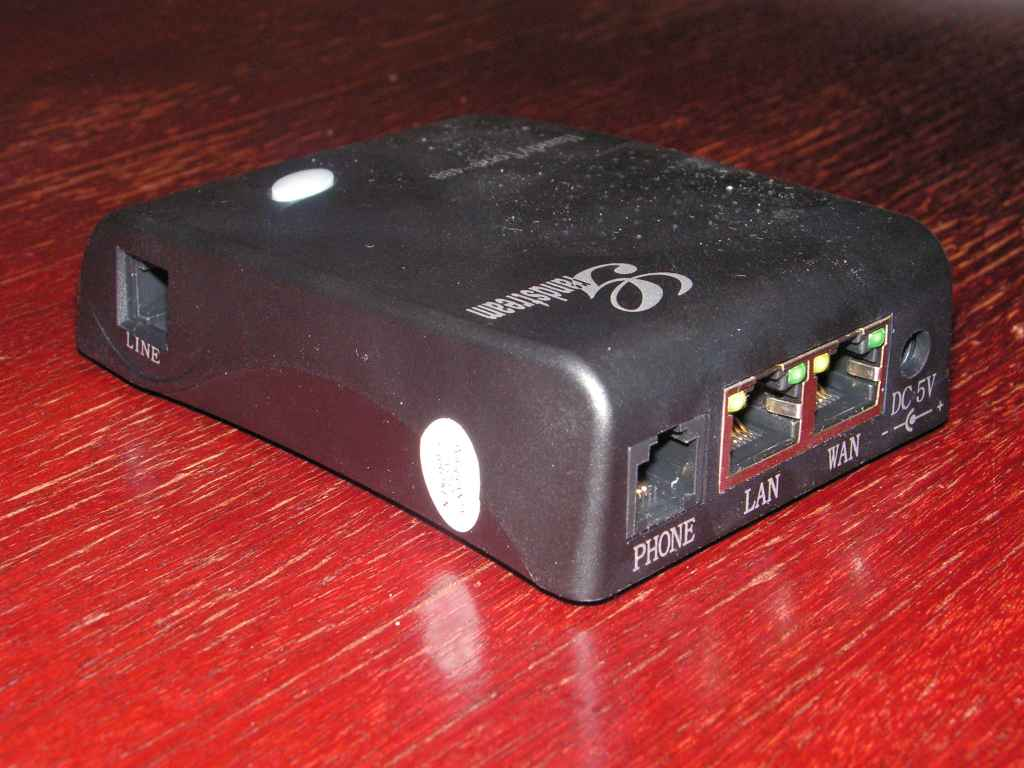
ATA（Grandstream HT486）

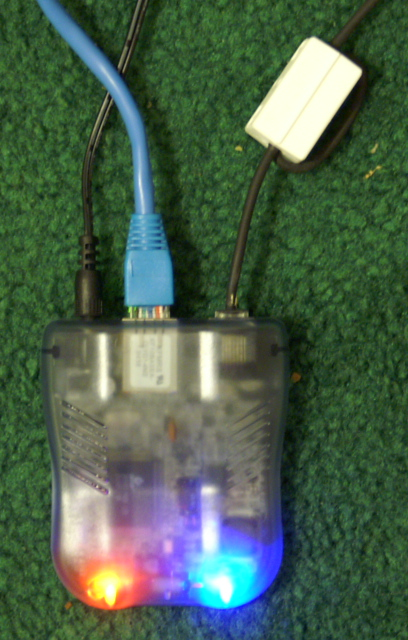
ATA（Digium IAXy） IAX2プロトコルを使用

Analog Telephony Adapter（ATA）は、アナログの電話機をデジタルやVoIPベースのネットワークなどの電話網に接続するための装置である。IP電話アダプタ、VoIPアダプタとも呼ばれる。

## 形状
ATAは一般に小さな箱型で、ACアダプタ、イーサネットポート、FXS電話ポートを備え、FXOリンクも備えていることが多い。アナログ電話機をこれに接続することで、VoIPネットワークに透過的に接続できる。

## 用途
既存の公衆電話回線網用の電話機をVoIPネットワークに接続するのに使われ、VoIPサービスプロバイダがサービス提供と同時に販売することが多い。特定のプロバイダとの接続にしか使えない状態で販売されることが多い。プロバイダによっては任意の互換プロバイダとの接続に使える状態で販売しているところもある。

## FXS to Ethernet ゲートウェイ
最も一般的なATAは、FXSポート（形状はRJ-11）で普通の電話機に接続し、イーサネットのジャックでLANに接続する。これによって、普通の電話を遠隔のVoIPサーバに接続する。ATAとサーバ間で使われるプロトコルは、H.323、SIP、MGCP、IAXなどである。また、音声信号のエンコード・デコードには、G.711、G.729、GSM、iLBCといった音声コーデックが使われる。ATAはVoIPサーバと直接通信するので、パーソナルコンピュータ上のソフトウェアなどは不要である。